# Alpenschwemmling
Alpenschwemmling ist ein Begriff aus der Botanik, mit dem Alpenpflanzen bezeichnet werden, die mit Bächen oder Flüssen aus den Alpen in tiefere Lagen herabgeschwemmt wurden und an für sie untypischen Standorten Fuß fassten. Dies können Kies und Schotterbänke sein, wie beim Tiroler Lech, mit Vorkommen von Silberwurz, Edelweiß, Alpenleinkraut und Blaugrünen Steinbrech, aber auch Konglomeratwände wie bei der Rinnenden Mauer in Molln (Oberösterreich) mit Behaarter Alpenrose, Zwergalpenrose,  Petergstamm, Jägerblut und Weißen Germer.
Auch Bäume können Alpenschwemmlinge sein, so kommen in Auwäldern am Unterlauf der Alpenflüsse z. B. von natur aus einzelne starke (und meist sehr stabile) Fichten vor.
Ein allgemeinerer Begriff, der sich nicht auf die Alpen beschränkt, ist Gebirgsschwemmling.